# Wurfrad

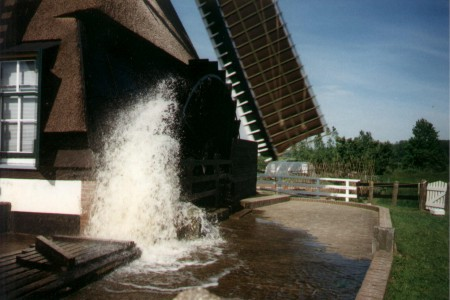
Wurfrad in Aktion

Als Wurfrad bezeichnet man eine Wasserhebemaschine, die aus einem Rad besteht, das an der Peripherie mit mehreren Schaufeln besetzt ist.
Wurfräder sind um eine horizontale Achse drehbar und bewegen sich in einem Kropfgerinne. In schnelle Umdrehung versetzt, schleudern sie das Wasser aus dem unteren Teil des Kropfes in ein höher gelegenes Gerinne.
Sie wurden in Holland intensiv zur Entwässerung von Niederungen verwendet und dort durch Windmühlen in Bewegung gesetzt. Wurfräder haben eine maximale Förderhöhe von 1,5 m.
Mehr ruhig hebend als heftig emporschleudernd wirkt das Schöpfrad.